# Improvvisamente l'estate scorsa (opera teatrale)
Improvvisamente l'estate scorsa (Suddenly, Last Summer) è un'opera teatrale di Tennessee Williams. Ebbe la prima ad Off-Broadway il 7 gennaio 1958 come parte di uno spettacolo doppio assieme all'altra opera di Williams, Something Unspoken. La messa in scena complessiva delle due opere ebbe il titolo di Garden District, ma Improvvisamente l'estate scorsa è stata successivamente messa in scena, di solito, da sola.

## Trama
Il dramma ha come protagonista Catherine (interpretata alla prima rappresentazione da Anne Meacham), una giovane donna che sembra impazzire dopo avere accompagnato suo cugino Sebastian in un viaggio in Europa, durante il quale egli era morto in circostanze misteriose. La madre di Sebastian cerca di occultare la verità a proposito dell'omosessualità di suo figlio e sulla sua morte, in quanto vuole che Sebastian sia ricordato come un grande artista.
Minaccia quindi di lobotomizzare Catherine per le sue confuse affermazioni su Sebastian. Infine, sotto l'effetto di un siero della verità, Catherine racconterà la truculenta storia della fine di Sebastian, smembrato e divorato da ragazzi indigeni da cui aveva cercato favori sessuali. In effetti, sia sua madre sia Catherine (scelta come accompagnatrice in quanto la madre era ormai invecchiata) erano per lui solo esche per attrarre giovani uomini.

## Analisi
Come per molte delle opere di Williams, l'opera attinge elementi dalla vita privata dell'autore assieme ad altri del suo idolo, il poeta Hart Crane. Rose Williams, sorella dell'autore, fu infatti costretta, dalle insistenze di una madre dominante, a sottoporsi ad una lobotomia.

## Adattamenti
Nel 1959 l'opera ebbe un adattamento cinematografico per un film diretto da Joseph L. Mankiewicz, nel quale recitarono Elizabeth Taylor, Katharine Hepburn e Montgomery Clift. La sceneggiatura fu adattata da Gore Vidal e Williams stesso. Il film ricevette due nomination per l'Oscar per la Migliore Attrice Protagonista (Katharine Hepburn), Migliore sceneggiatura. I codici di autoregolamentazione in vigore, noti come Codice Hays, costrinsero Vidal a togliere qualsiasi riferimento all'omosessualità.
Gore Vidal narra, nel libro di Vito Russo Lo schermo velato e nel documentario che ne è stato tratto, che i movimenti di censura di quei tempi, specialmente la "Legione della Decenza" lo costrinsero a rivedere molti dei dialoghi così che il tema dell'omosessualità venisse solamente sfiorato e il personaggio omosessuale non avesse né un volto né una voce nel film.
Il dramma fu poi adattato per la televisione nel 1993 per la direzione di Richard Eyre e con la partecipazione di Maggie Smith, Rob Lowe, Richard E. Grant, e Natasha Richardson.